# Clube Esportivo Nova Esperança
Historien om den Brasilianske fodboldklub Clube Esportivo Nova Esperança (CENE) startede i 1996 i byen Jardim der ligger sydvestligt i staten Mato Grosso do Sul, men klubben blev senere flyttet til byen Campo Grande, som ligger cirka 220km derfra og er hovedstaden i Mato Grosso do Sul.
Klubben blev startet af en gruppe bønder, der kunne lide at spille fodbold som en hobby, og de spillede hver weekend, men også kun i weekenden. Klubben blev stiftet med hjælp fra forskellige landmænd og lokale forretningsdrivende. En dag ville de såkaldte ”peladeiros de botinas” mere end bare spille fodbold som en hobby, de ville deltage i amatørmesterskaberne i Jardim og de omkringliggende kommuner såsom Bonito, Guide Lopes da Laguna, Bela Vista og andre. 
I bestræbelserne på at opfylde drømmen om et amatørmesterskab drog de alle i weekenden, på udkig efter forstærkninger i de tilstødende gårde. Projektet arbejdede, og snart havde de forretningsdrivende og landmændene i området bidraget til at skabe holdet. Holdet de kaldte for Nova Esperança (Det Nye Håb). Det blev en succes, og fodboldholdet som var skabt af venner og landmænd erobrede alle titlerne i regionsmesterskaberne i deres tre år som amatører.
En konsekvens af deres succes i amatørfodbold, var at der begyndte at blive investeret mere i klubben. Det blev gjort med støtte fra erhvervsfolk og den religiøse Sun Myung Moon, ejer af gården, hvor klubben blev født, og ”peladeiros de botinas” begyndte at få ambitioner og større drømme. Ideen var at investeringerne skulle føre klubben til at blive en fuldtidsprofessionel fodboldklub. Den 15. december 1999, blev idéen realiseret. Født var Clube Esportivo Nova Esperança (Sportsklub Det Nye Håb), en klub, som snart blev en af de største fodboldklubber i Mato Grosso do Sul.
Bestyrelsens erklærede mål var at investere i ungdomsholdene, og først og fremmest være et alternativ til gaden, fritid og fremme fred blandt mennesker.

## Titler

### Statsmesterskaber
- Sul-Mato-Grossense Mestre: 3 gange, (2002, 2004, 2005).
- Sul-Mato-Grossense Vice-Mestre: 2 gange, (2003, 2007).

### Andre resultater
- Copa Campo Grande Vice-mestre: 2007

Ungdomsholdenes resultater
- Vinder af Copa Mercosul u20: 2000.
- Vinder af Copa Sudoeste u20: 2001.
- Vinder af Copa Coréia do Sul u20: 2002 (ubesejret).
- Sul-Mato-Grossense Mestre u20: 6 gange, (2000, 2001, 2002, 2004, 2005, 2006).
- Metropolitano u17 Mestre: 3 gange, (2003, 2004, 2005).
- Copa Mercosul u17 Mestre: 2004.
- Sul-Mato-Grossense Mestre u13: 2005.

## CBF Rangering
- Position: Nr. 180
- Resultat: 21point

Rangering lavet af det brasilianske fodboldforbund, som rangerer alle hold i Brasilien